# Achtar Mansur
Achtar Mansur (ur. w latach 60. XX wieku w prowincji Kandahar, zm. 21 maja 2016) – przywódca (emir) ruchu afgańskich talibów od 2015 do 2016.

## Życiorys
Urodził się w latach 60. XX wieku w prowincji Kandahar. Podawane były informacje o tym, że uczył się w szkole islamskiej we wsi Dżalozai. Walczył przeciwko armii radzieckiej w Afganistanie, był członkiem grupy Ruch Rewolucji Islamskiej.
W czasie rządów talibów w Afganistanie (1996-2001) był ministrem lotnictwa cywilnego, kierował również wydziałem turystyki; obydwa stanowiska miały niewielkie praktyczne znaczenie. Według ONZ był zaangażowany w przemyt narkotyków. Bezpośrednio przed amerykańską inwazją na Afganistan pełnił funkcję gubernatora prowincji Kandahar. Był bliskim współpracownikiem przywódcy talibów mułły Omara. Faktycznie dowodził talibami w okresie, gdy śmierć Omara była utrzymywana w tajemnicy, zaś po ogłoszeniu jego śmierci został formalnie wskazany na nowego przywódcę. Jego wybór wzbudził kontrowersje wśród wpływowych dowódców talibów. 
Zginął w Pakistanie wskutek amerykańskiego ataku przeprowadzonego przy użyciu drona zatwierdzonego osobiście przez Baracka Obamę. Nowym przywódcą talibów został jego dotychczasowy zastępca, sędzia religijny Hibatullah Achundzada.